# Alekseï Goubarev
Pour les articles homonymes, voir Goubarev.
Alekseï Aleksandrovitch Goubarev (en russe : Алексей Александрович Губарев) est un cosmonaute soviétique, né le 29 mars 1931 et mort le 21 février 2015  à Moscou[réf. nécessaire].

## Vols réalisés
- 10 janvier 1975 : il est le commandant de la mission Soyouz 17, lancée en direction de Saliout 4. Il revient sur Terre le 9 février 1975.
- 2 mars 1978 : il est le commandant de la mission Soyouz 28, lancée en direction de Saliout 6, en tant que membre de l'expédition Saliout 6 EP-2. Il revient sur Terre le 10 mars 1978.